# Куликовский (Челябинская область)
Куликовский — посёлок в Нагайбакском районе Челябинской области России. Входит в состав Куликовского сельского поселения.
Поселок основан в 1842 году как военное поселение Пост № 31 Оренбургского казачьего войска в Новолинейном районе. Назван в честь Куликовской битвы 8 сентября 1380 года.

## География
Расположен в восточной части района, на берегу реки Темир-Зингейки. Расстояние до районного центра села Фершампенуаз 28 км.

## Население
| 2002 | 2010 |
| ---- | ---- |
| 393  | ↘309 |

(в 1873 — 1066, в 1889 — 1282, в 1900 — 1532, в 1926 — 2219, в 1938 — 622, в 1961 — 573, в 1970 — 749, в 1983 — 430, в 1995 — 383)

## Улицы
- 40 лет Октября,
- 40 лет Победы,
- Колхозный переулок,
- Кооперативный переулок,
- Набережная,
- Первомайская,
- Советская,
- Центральная,
- Степной переулок.